# Returns (엠씨 더 맥스의 음반)
《Returns》는 엠씨 더 맥스의 다섯 번째 정규 음반이다. 
전 소속사 파라마운트 엔터테인먼트와의 갈등으로 전 멤버가 탈퇴, 비타민 엔터테인먼트로 옮기고 새로이 발매하였다. 기존 앨범이 발라드 색깔을 냈다면, 이번 앨범은 발라드와 록적인 요소를 조화롭게 구성하여, 멤버들 스스로와 팬들에게 만족을 주었다. 엠씨 더 맥스의 보컬 이수는 앨범을 발표하면서, “50%는 문차일드 시절처럼 록 음악을, 나머지 50%는 엠씨 더 맥스의 부드러운 발라드적 록 음악을 수록했다”고도 말했다.

## 곡
CD1
1. Intro (빈크 작곡, 빈크 편곡)
2. Returns (빈크 작곡, 안성일 작사, 빈크 편곡)
3. 가슴아 그만해 (신인수 작곡, 양재선 작사, 신인수 편곡)
4. 사랑이 끝나면 (M/V Mix) (제이 윤 작사·곡, 빈크 편곡)
5. 사랑이 사랑을 버리다 (신인수 작곡, 양재선 작사, 신인수 편곡)
6. HOPE (Vink 작곡, 이수 작사, 빈크 편곡)
7. 모래시계 (표건수 작곡, 이원석 작사, 표건수 편곡)
8. 너만 있으면… (신인수 작곡, 윤사라 작사, 최영호 편곡)
9. Oh! Plz (제이 윤 작곡, 이수 작사, 표건수 편곡, 최진이 피쳐링)
10. 눈을 감아도 (강우현 작곡, 레인 작사, 안성일 편곡)
11. Rain (제이 윤 작사·곡, 표건수 편곡, 멤버 전원 보컬 참여)
12. Moment (이수 작사·곡, 표건수 편곡)
13. What A Wonderful World (이수 작사, 곡, 표건수 편곡)
14. 눈물 (최화전 작곡, 최진이 작사, 안성일 편곡)
15. 사랑이 끝나면 (제이 윤 작사·곡, 안성일 편곡)

CD2
1. 사랑의 時 (2007 New Ver.)
2. 사랑은 아프려고 하는거죠 (2007 New Ver.)
3. 행복하지 말아요 (2007 New Ver.)
4. 해바라기도 가끔 목이 아프죠 (2007 New Ver.)
5. 잠시만 안녕 (2007 New Ver.)
6. 사랑을 찾아서 (2007 New Ver.)